# Estrato

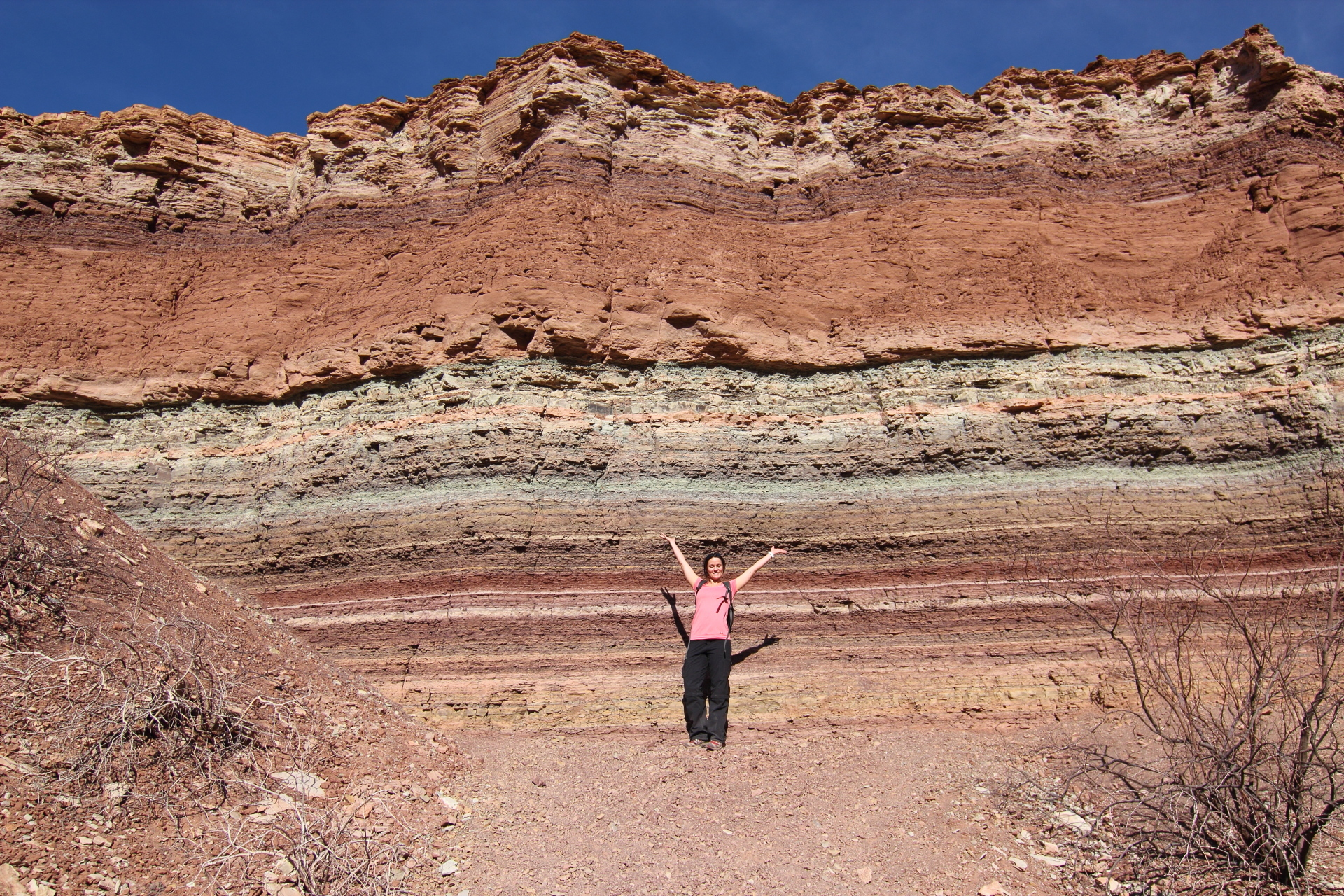
Estratos polícromos en la Quebrada de Cafayate (Argentina).

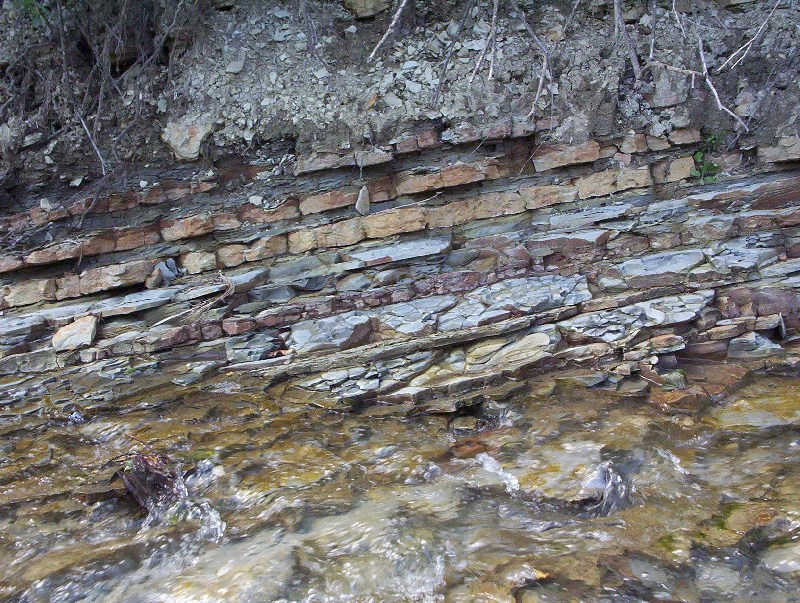
Flysch (turbidita) de los Cárpatos en Komańcza (Polonia).

En geología se llama estrato a cada una de las capas en que se presentan divididos los sedimentos, las rocas sedimentarias, las rocas piroclásticas y las rocas metamórficas cuando esas capas se deben a los procesos de sedimentación. La rama de la geología que estudia los estratos recibe el nombre de estratigrafía.
Hay que tener en cuenta que otros fenómenos geológicos distintos pueden dar origen a capas, que entonces no se llamarán estratos. Es el caso, por ejemplo, de las lajas que se forman durante el metamorfismo cuando grandes presiones afectan a las rocas, originando cortes perpendiculares a la fuerza de compresión. Por último, las intrusiones ígneas pueden formar diques o capas interestratificadas que aparecen como si fuera un estrato más, aunque debe tenerse en cuenta que los diques pueden tener una forma lenticular cuando forman un manto o sill que, cuando llegan a ser bastante abombados suelen llamarse lacolitos.

## Características

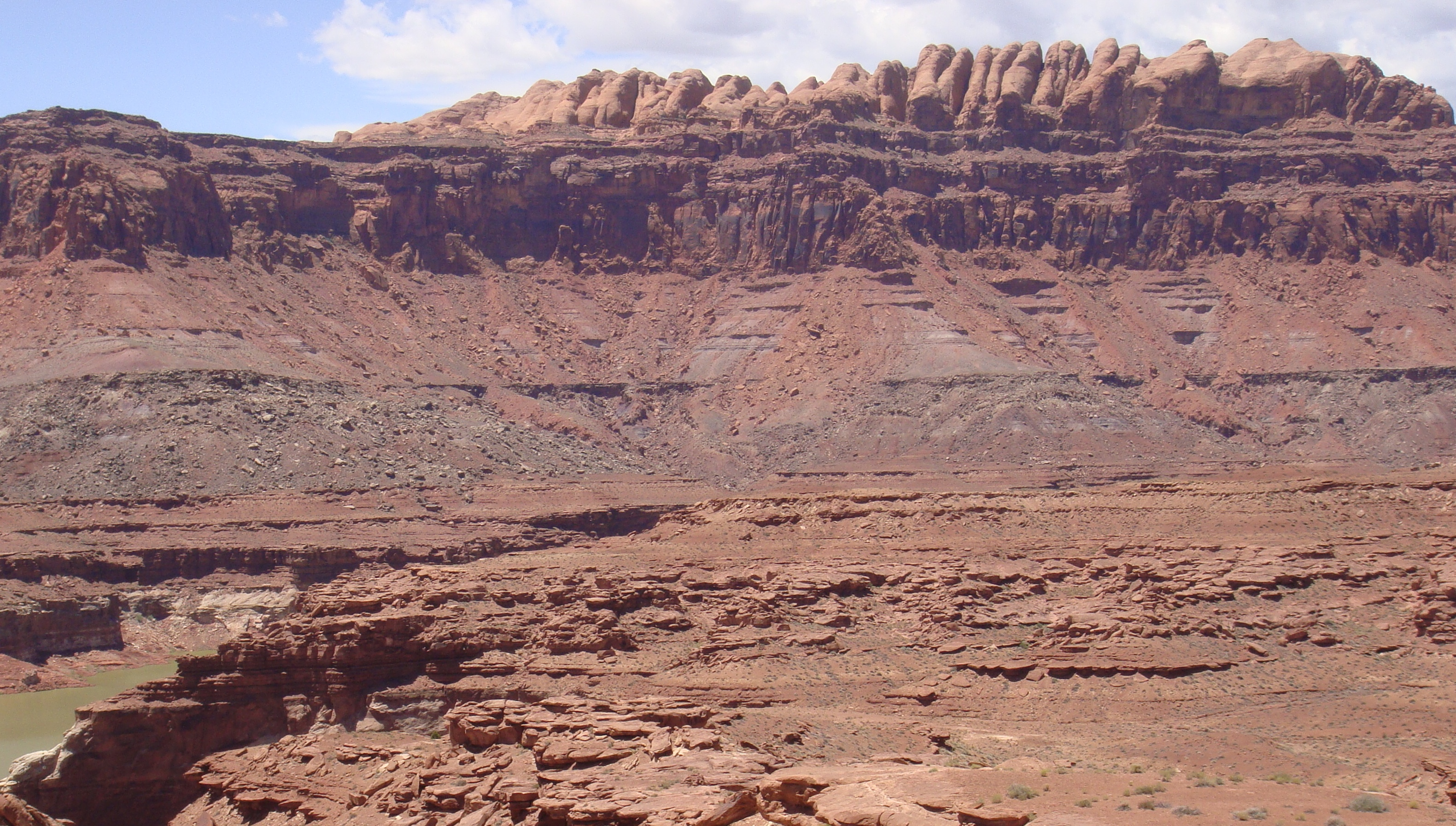
Los estratos del Pérmico al Jurásico del área de la Meseta del Colorado del sureste de Utah demuestran los principios de la estratigrafía. Estos estratos constituyen gran parte de las famosas formaciones rocosas prominentes en áreas protegidas muy espaciadas como el Parque nacional Capitol Reef y el Parque nacional Tierra de Cañones. De arriba abajo: Cúpulas redondeadas de color canela de la Arenisca Navajo, Formación Kayenta roja en capas, Arenisca Wingate roja que forma acantilados y se articula verticalmente, Formación Chinle morada que forma taludes, Formación Moenkopi roja más clara en capas, y Formación Cutler arenisca blanca en capas. Imagen del Glen Canyon National Recreation Area, Utah.

Típicamente, un estrato es generalmente una de una serie de capas paralelas que yacen una sobre otra para formar enormes espesores de estratos. Las superficies de estratificación (planos de estratificación) que separan los estratos representan rupturas episódicas en la deposición asociadas ya sea con la erosión periódica, el cese de la deposición, o alguna combinación de ambos. Apilados junto con otros estratos, los estratos individuales pueden formar unidades estratigráficas compuestas que pueden extenderse por cientos de miles de kilómetros cuadrados de la superficie de la Tierra. Los estratos individuales pueden cubrir áreas igualmente extensas. Los estratos suelen verse como bandas de material de diferente color o estructura expuestas en acantilados, cortes de carreteras, canteras y orillas de ríos. Las bandas individuales pueden variar en espesor desde unos pocos milímetros hasta varios metros o más. Una banda puede representar un modo específico de deposición: limo de río, arena de playa, pantano de carbón, duna de arena, lecho de lava, etc.[cita requerida]

## Terminología

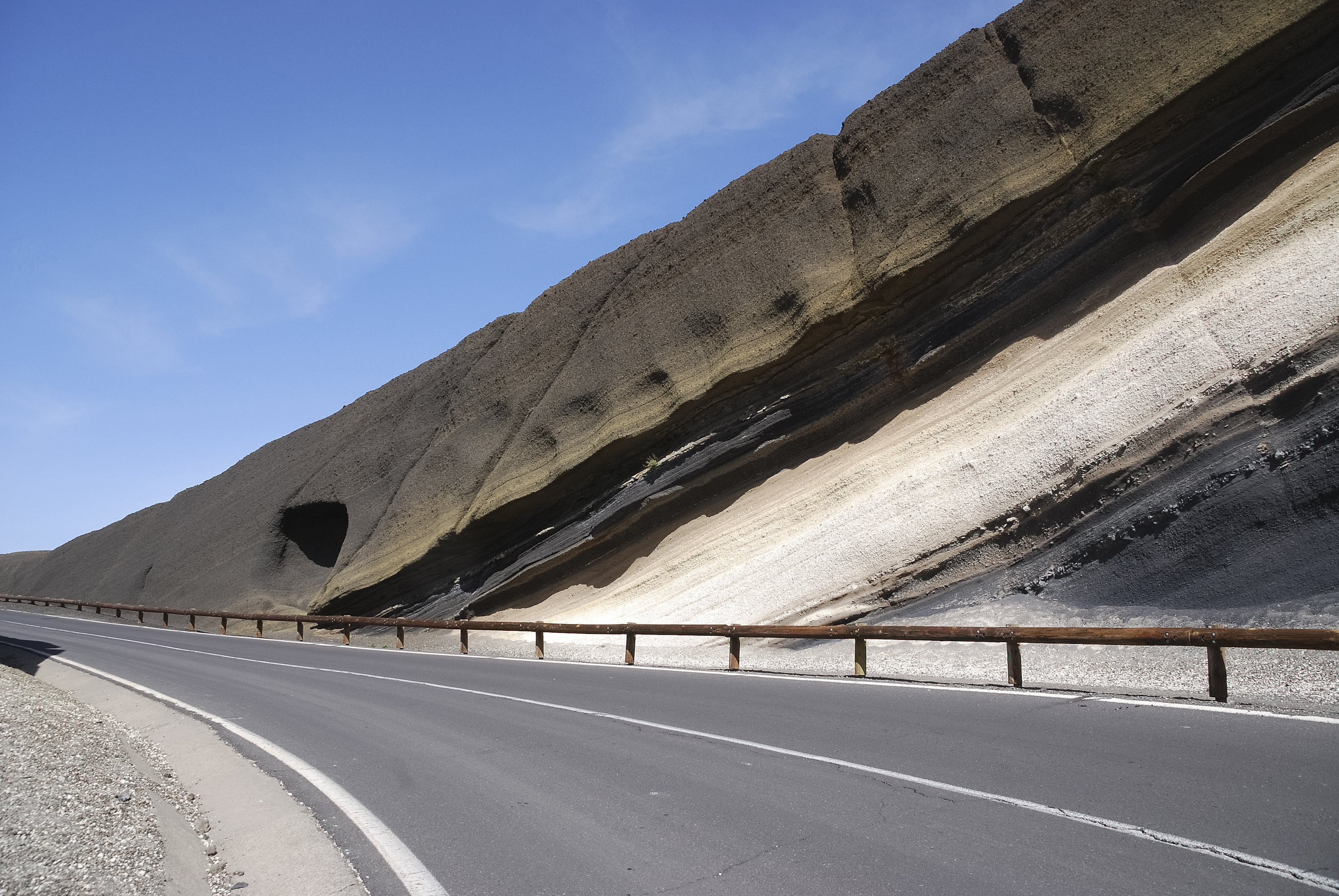
Estratos de roca volcánica en Tenerife.

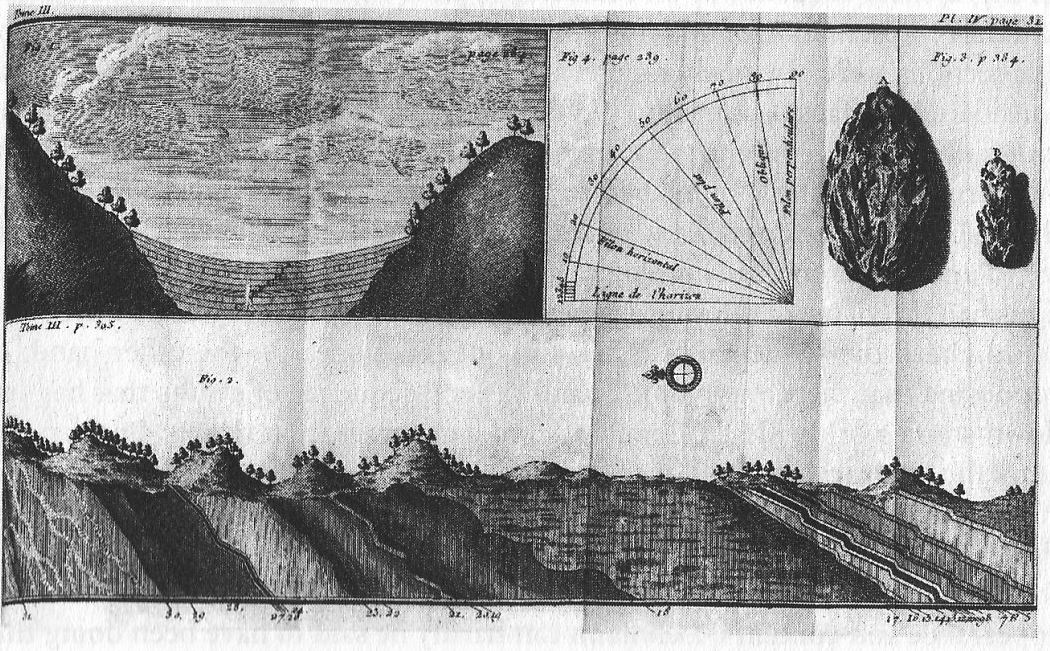
El estudio de los estratos del subsuelo es la base de las ciencias geológicas (sección geológica: estratos del subsuelo de Turingia, Alemania, por Johann Gottlob Lehmann, 1759.

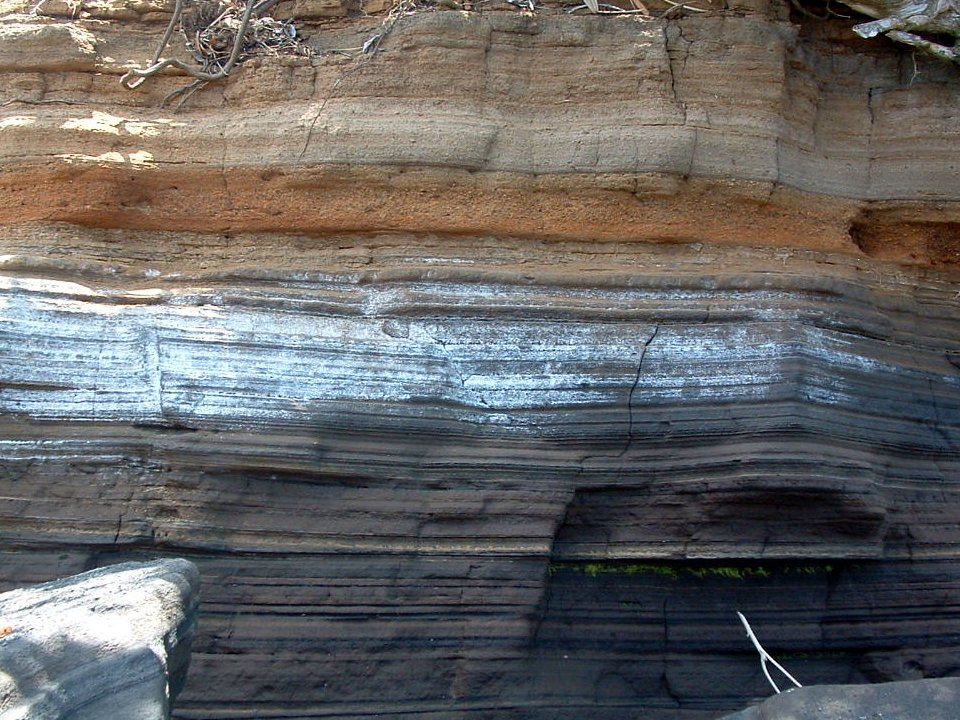
Acantilado de Nosy Bé, Madagascar; los colores informan al naturalista sobre la naturaleza del material en el primer acercamiento al campo.

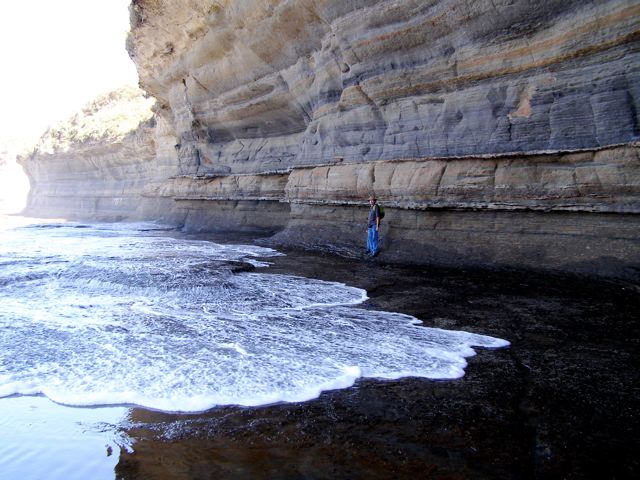
El espesor de las capas y estratos intermedios aporta información decisiva sobre los paleoclimas, el movimiento de los continentes y las crisis geológicas.

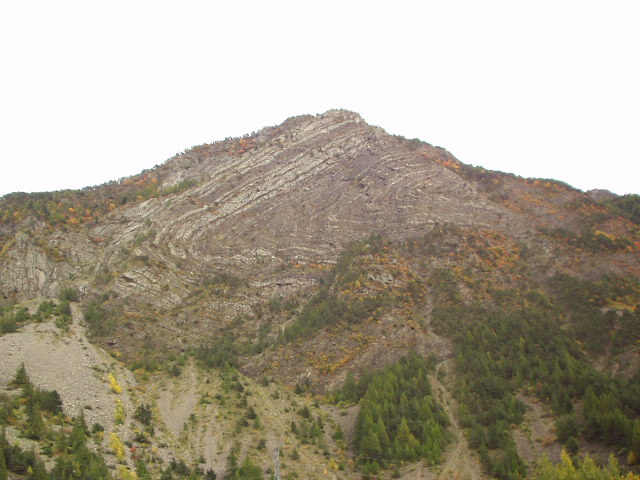
Las deformaciones de los estratos (buzamiento) y su orientación proporcionan información tanto sobre la geotectónica como sobre el origen de las rocas (Alpes franceses).

- La capa o estrato geológico corresponde a un grupo sedimentario más o menos homogéneo entre dos superficies aproximadamente paralelas. Estas superficies corresponden a discontinuidades, variaciones petrográficas rápidas (facies) que permiten definir un conjunto de terrenos vecinos.
- En el caso de una roca más dura, también utilizamos banco (ej.: banco de caliza correspondiente a la caliza de arrecife, generalmente dura).
- Una cama es una capa delgada. También se utilizan los términos nivel, base, horizonte. En el mapa geológico o geomorfológico llamamos capas a los grupos sedimentarios representados en una misma figura (ver leyenda y aviso del mapa). La capa, el afloramiento, está impresa en el mismo color (convencional y generalmente idéntico en los mapas vecinos) y designada con la misma notación2.
- Por extensión, el “estrato geológico” corresponde a cada una de las capas de materiales que constituyen un terreno, especialmente sedimentario pero no sólo.
- Se habla de la potencia de un estrato: es la dimensión más pequeña del mismo (se supone plana). Si la capa es horizontal, es igual al espesor.
- La parte superior de un estrato se llama techo y la base se llama pared.
- Al posible espacio o límite entre dos estratos superpuestos se le llama interestrato.

## Estratificación
Los estratos se forman típicamente como capas de potencia (espesor) relativamente uniforme, limitadas por superficies de estratificación, que son interfases más o menos nítidas respecto el estrato más reciente (el situado encima o suprayacente) y el más antiguo (el situado debajo o infrayacente). En la descripción de los estratos se usa el término «base» o «muro» para referirse a la parte más antigua (geométricamente la inferior, si no median alteraciones tectónicas de la posición) y «techo» para la más reciente. Los estratos son las unidades básicas de estudio de la estratigrafía.[cita requerida]

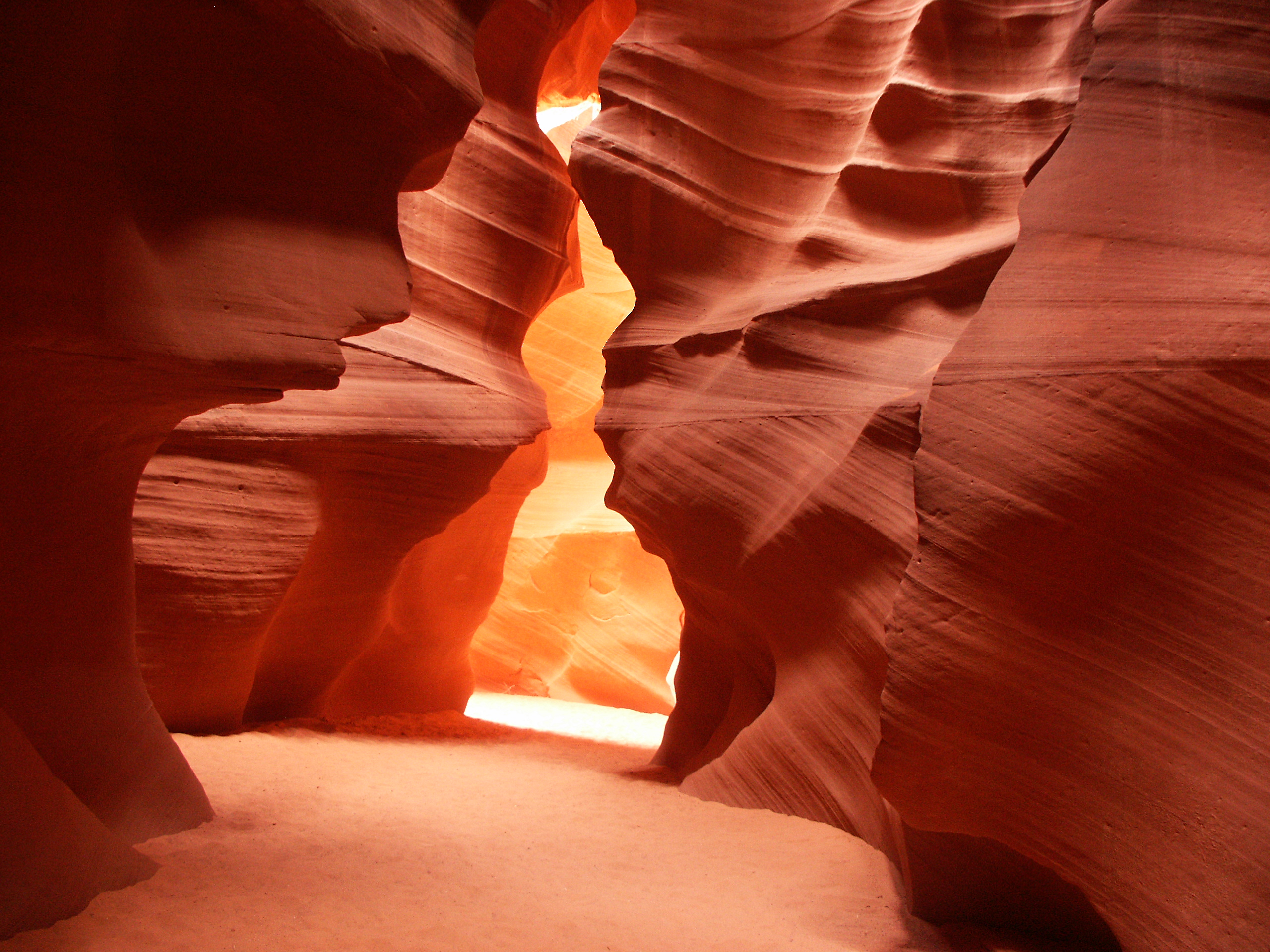
Estratificación cruzada en areniscas, en el cañón del
Antílope, Arizona, Estados Unidos.

Los estratos horizontales y uniformes pueden desplazarse y deformarse en presencia de fuerzas tectónicas, sufriendo cambios de posición (basculamiento, que puede llevar incluso a su inversión) y de forma (plegamiento). Además algunos estratos aparecen desde su mismo origen inclinados entre sí y de espesor desigual, como ocurre en la estratificación cruzada. La génesis de la estratificación cruzada es bastante simple en los procesos de relleno por sedimentos arrastrados por los ríos (arenas, arcillas) cuando llegan al piedemonte de una cordillera y forman conos de deyección, terrazas y otras formas menores del relieve. Estos sedimentos se disponen de acuerdo con la gravedad y el que se crucen entre sí obedece a un cambio en el curso del río que se desvía con cada crecida importante, que muchas veces son esporádicas como es típico en los climas áridos, por el simple hecho de que la crecida anterior produjo una acumulación que las aguas del río tienen que rodear por su mayor altura, depositándose ahora con buzamiento (es decir, una inclinación), sentido y espesor diferentes. Con el paso del tiempo, esas arenas o arcillas pueden consolidarse y formar rocas sedimentarias (arenisca, por ejemplo, como es el caso de la imagen del Cañón del Antílope) pero que han conservado la disposición original de las arenas que formaron dichas rocas. También puede verse una discontinuidad estratigráfica en el centro de la imagen.[cita requerida]
En suma, estas superficies de estratificación reflejan heterogeneidades del proceso de sedimentación, con cambios bruscos en la naturaleza del sedimento o interrupciones más o menos prolongadas del proceso de depósito.[cita requerida]

## Diaclasas y fallas
Los estratos pueden ser más o menos plásticos o rígidos y ello tiene unas consecuencias obvias sobre su resistencia a la deformación. Cuando son muy rígidos (arenisca o rocas calizas, por ejemplo), los movimientos internos de la litosfera pueden quebrar o partir esos estratos y se forman las diaclasas, que siempre son perpendiculares a la superficie de los estratos, y fallas, cuando existe un desplazamiento notorio en sentido vertical u horizontal de todos los estratos a lo largo de una línea de falla de dimensiones mucho mayores que en el caso de las diaclasas o a lo largo de un espejo de falla cuando se trata de una falla normal, es decir, cuando una parte de los estratos se eleva con respecto a los mismos estratos que quedan relativamente deprimidos en el otro lado de dicho espejo de falla.[cita requerida]
Las diaclasas pueden presentarse también en rocas ígneas o metamórficas, como es el caso de las diaclasas poligonales de las columnatas basálticas y en rocas metamórficas como la cuarcita que aparece asociada a la cobertura sedimentaria de arenisca en el caso de los tepuyes venezolanos.[cita requerida]

## Fósiles

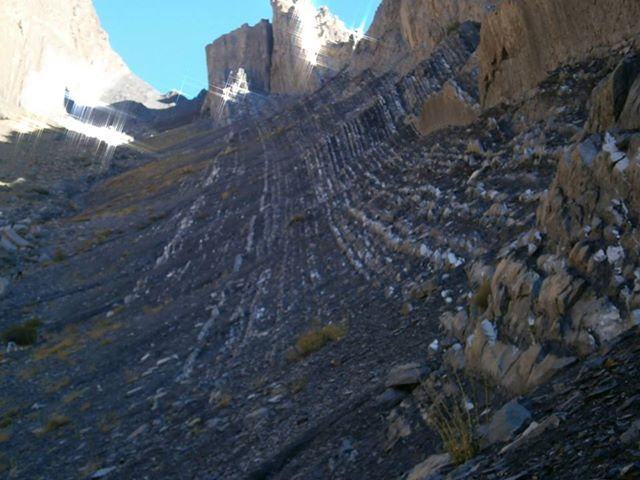
Estratos con fósiles marinos en Lo Valdés, Chile, a 2100 m s. n. m.

Estando formados por rocas sedimentarias, los estratos suelen contener fósiles, es decir, restos orgánicos de animales y plantas que sirven para datar la edad aproximada de dichos estratos. Ello se realiza a través de los llamados fósiles índice, llamados así porque solo existieron en una determinada Era o período geológico. Evidentemente, el encontrar dicho fósil en un estrato, serviría para inferir que dicho estrato se formó durante la época en que el animal o la planta existieron. La datación es una aplicación muy importante de la estratigrafía. En el caso de la cobertura sedimentaria de la Formación Roraima de la Guayana Venezolana, que está formada por estratos de arenisca, no existen fósiles de ningún tipo, lo cual sirve para datar la misma como muy antigua precisamente por este hecho. Tiene más de 1500 millones de años, es decir, son rocas sedimentarias anteriores a la Era Paleozoica, que es la era en la que se piensa que aparecieron los primeros seres vivos pluricelulares. En este caso, la datación de las rocas de tales estratos requiere métodos de datación de otro tipo.[cita requerida]